# Drnica
Die Drnica (italienisch Derniga) ist ein Fluss im Norden und slowenischen Abschnitt der Halbinsel Istrien. Er mündet südlich der Piraner Gemeindeteile Portorož und Lucija in den Golf von Triest.

## Verlauf

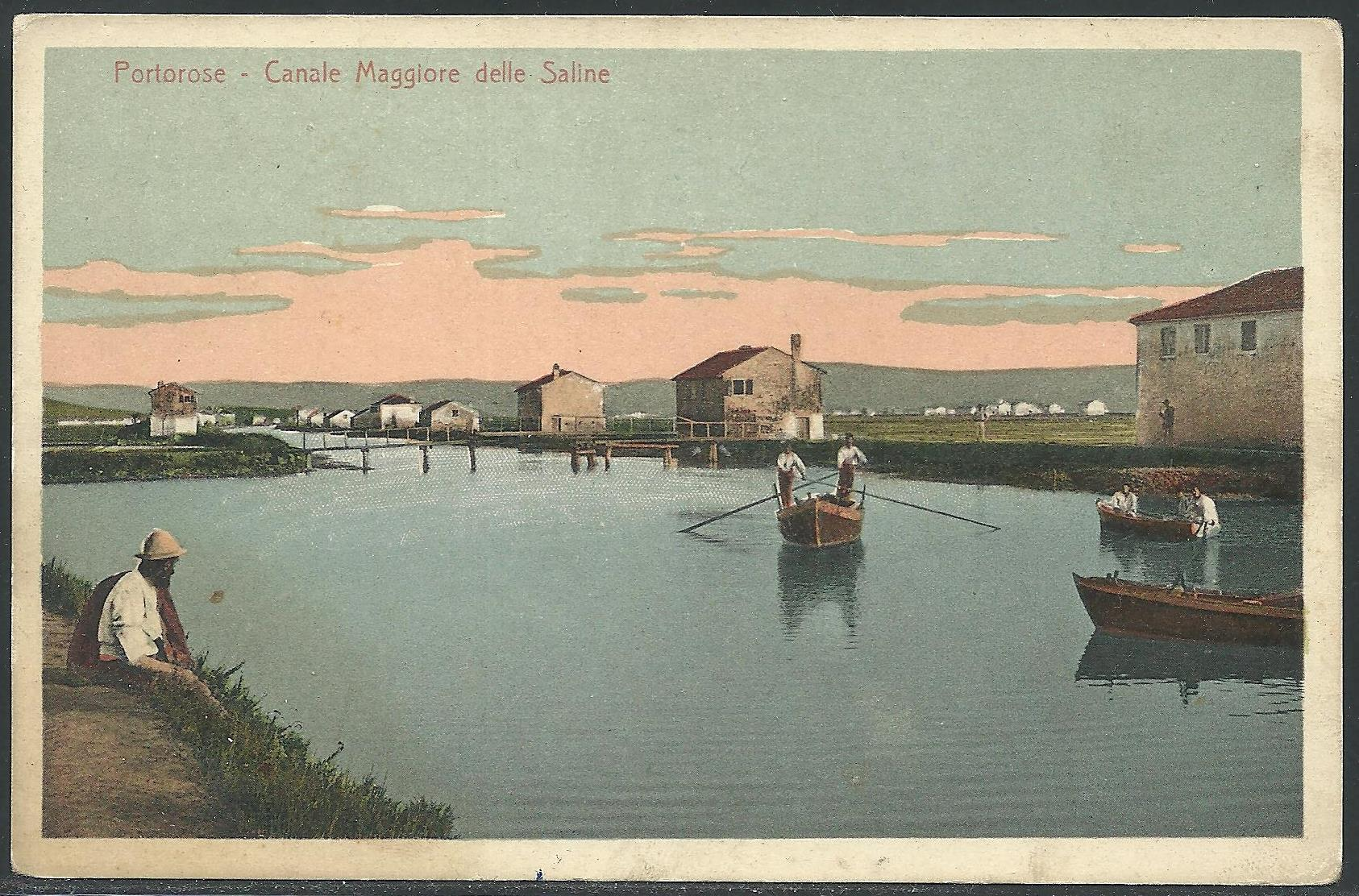
Historische Ansicht des Canale Maggiore (Drnica)

Die Quellregion der Drnica erstreckt sich in einem bergigen Gebiet des Mt. S. Donato (254 m) am südwärts auslaufenden Rande von Konglomerat- und Kalksteinbänken der Flyschfazies westlich des Ortes Gažon/Gason im Tal des Torrente Valderniga. Im Umfeld dieses Quellgebiets liegen zudem Mergel und Sandsteine der Flyschzone. Hier ereignet sich die Wasserführung daher nur sporadisch, erhält aber nur wenige Meter unterhalb dieses oberen Talabschnitts einen rechten oberirdischen Zulauf durch den Bach Barendinko aus Richtung des Dorfes Ronkaldo/Roncaldo im Westen. Am Punkt des Zusammentreffens beider Wasserläufe endet die oberirdische Wasserführung und die Drnica tritt erst bei dem Dorf Padna/Padena wieder an die Taloberfläche. Von nun an durchläuft die Drnica eine südwärts gerichtete Talebene, die von der örtlichen Landwirtschaft intensiv genutzt wird.
Nördlich des Dorfes Dragonja/Dragogna schwenkt der Taleinschnitt nach Westen. Dabei weitet sich das Tal zu einer breiten und fruchtbaren Schwemmebene und der Fluss verläuft etwa parallel zur aus dem Innern von Istrien kommenden Dragonja, ohne sich mit ihr zu vereinigen. Die Drnica fließt weiter in Richtung Flughafen Portorož und wird zum Schutze dieses Areals von einem aus der Dragonja abgehenden Verbindungsgraben nach Nordwesten umgeleitet. Nah am nordwestlichen Ende des Flughafens tritt der Fluss in die Feuchtgebiets- und Salinenregion zwischen den Ortschaften Sečovlje und Seča ein. Dieser Mündungsbereich der Drnica verzweigt sich in den Salinen von Sečovlje und endet in der Bucht von Piran (kroatisch Piranski zaljev). Innerhalb der Salinenlandschaft bildet sie zugleich eine funktionale Grenze zwischen den Lera (aktive) und Fontaniggia (ungenutzte Teile der Salinen).

## Sehenswürdigkeiten
Zu den Sehenswürdigkeiten entlang des Flusslaufes zählen das Ortsbild von Sečovlje mit einer historischen Straßenbrücke sowie die nahe Salinenlandschaft, die sowohl ein Naturschutzgebiet als auch ein Denkmalareal für die historische Salzgewinnung an der Küste Istriens darstellen. Sie gehören zu den bedeutendsten Anlagen ihrer Art an den Mittelmeerküsten.
Oberhalb des Tales und des Weilers Lonzan stehen die Reste eines 1432 gegründeten Klosters der Benediktiner. Die Klosterkirche ist dem heiligen Onofrio geweiht.